# 257248 Chouchiehlun
257248 Chouchiehlun è un asteroide della fascia principale. Scoperto nel 2009, presenta un'orbita caratterizzata da un semiasse maggiore pari a 2,3640972 UA e da un'eccentricità di 0,1534307, inclinata di 1,60070° rispetto all'eclittica.
L'asteroide è dedicato al cantante taiwanese Jay Chou, tramite la traslitterazione anglofona del suo nome di nascita.